# 基頻處理器

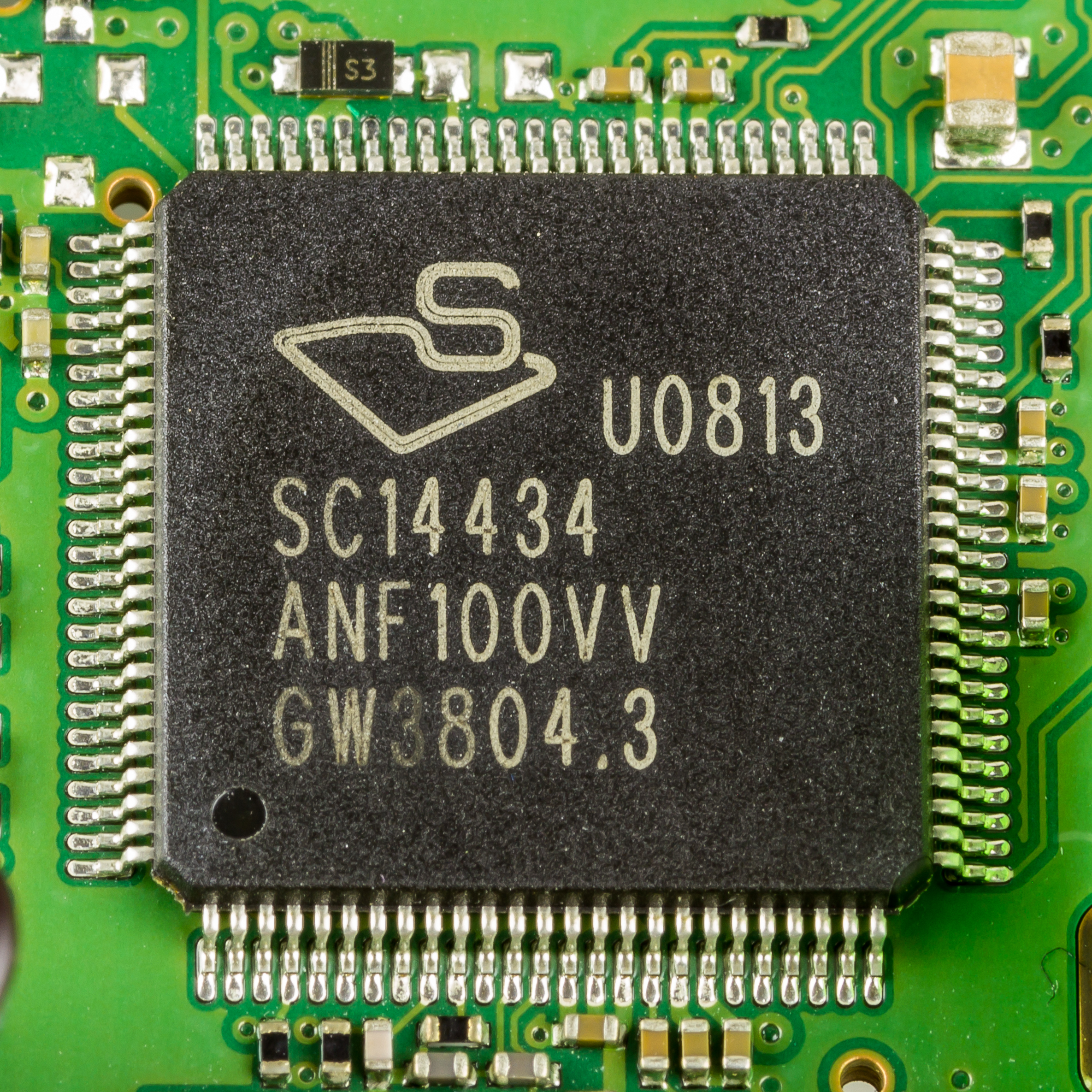
SiTel SC14434基带芯片

基頻處理器（英語：Baseband processor，或baseband radio processor，縮寫為BP，BBP），又譯為基頻晶片，是一個晶片裝置，用於網路服務。它負責管理所有需要天線的射頻服務，不過Wi-Fi與藍牙不一定被包括在內。它通常擁有自己的RAM與韌體，採用實時作業系統。在当前中文语境中，基带芯片运行的固件也简称“基带”。
將基頻處理器與應用處理器（英語：Application Processor）分開，是為了無線電訊號處理的效能與穩定性。此外按照各国政府的法规（如美国FCC），无线电设备的硬件与软件必须经过认证。而将無線電通訊相關的部份整合在同一個處理器上，可使认证更容易，這也成為基頻處理器需要被獨立出來的理由之一。